# 硫泉 (阿拉巴馬州)
硫泉（英語：Sulphur Springs）是一個位於美國阿拉巴馬州迪卡爾布縣的非建制地區。該地的面積和人口皆未知。

## 地理
硫泉的座標為34°41′51″N 85°34′39″W / 34.6975°N 85.5775°W，而該地最高點為海拔高度282米（即925英尺）。